# Apocalyze
Apocalyze è il secondo album in studio del gruppo musicale giapponese Crossfaith, pubblicato il 4 settembre 2013 dalla Smaller Recordings (sotto licenza della Sony Music) in Giappone e dalla The End Records negli Stati Uniti e dalla Search and Destroy Records nel resto del mondo.

## Tracce
1. Prelude – 0:28
2. We Are the Future – 3:31
3. Hounds of the Apocalypse – 3:30
4. Eclipse – 3:40
5. The Evolution – 3:43
6. Scarlett – 3:52
7. Gala Hala (Burn Down the Floor) – 4:28
8. Countdown to Hell – 3:53
9. Deathwish – 4:59
10. Counting Stars – 4:31
11. Burning White – 3:58
12. Only the Wise Can Control Our Eyes – 3:35

Tracce bonus dell'edizione deluxe
1. Not Alone – 3:47
2. Against the Wave – 4:01
3. Outbreak – 2:45

## Formazione
- Koie Kenta – voce
- Takemura Kazuki – chitarra
- Ikegawa Hiroki – basso
- Amano Tatsuya – batteria, percussioni
- Tamano Terufumi – tastiera, sintetizzatore, programmazione, voce secondaria

## Classifiche
| Classifica (2013)         | Posizione massima |
| ------------------------- | ----------------- |
| Giappone                  | 19                |
| Regno Unito               | 137               |
| Stati Uniti (heatseekers) | 13                |
| Stati Uniti (hard rock)   | 18                |